# 和漢朗詠集

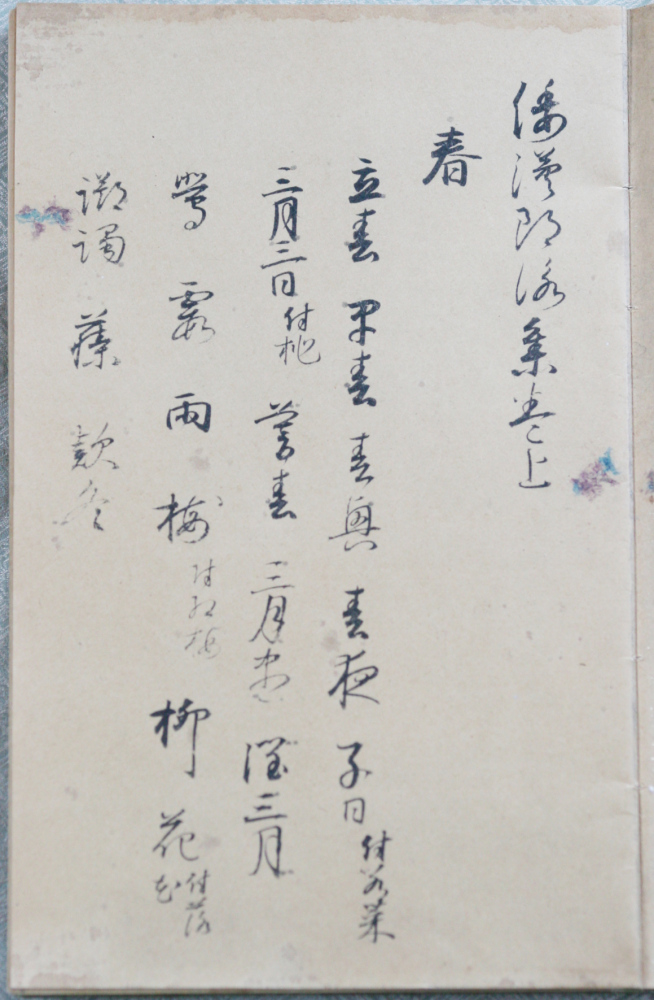
伊予切《和漢朗詠集》

《和漢朗詠集》（日语：／ Wahan Rōeishū）是平安時代中期歌人、公卿藤原公任（藤原北家小野宮流）為朗詠而收集的漢詩、漢文、和歌。約長和2年（1013年）編成。

## 背景
平安時代前期・中期的貴族生活和國風文化的潮流之中編纂的詩文集。當時，朗詠除了詩會以外，也出現在各種公私的集會，因此選取適於各場合的秀句・名歌而受到重視。

## 構成
由上下二卷構成。共選適於朗詠的漢詩及漢文588句（大多是斷章，也包含日本人的作品）和和歌216首。主要從三代集（古今和歌集、後撰和歌集、拾遺和歌集）和大江維時編『千載佳句』中取材，詩句以唐的白居易137句、日本的菅原文時40餘句、和歌以紀貫之26句為最多。杜甫・李白僅各1句，也反映當時的喜好。

## 代表詩句
「嘉辰」
嘉辰令月歡無極
萬歲千秋樂未央

我が君は　千代に八千代に　さざれ石の
巖となりて　苔のむすまで

## 脚注
1. 1 2 3  .   [2021-03-17]. （原始内容存档于2021-04-30）.
2. 1 2 3  川口（1965）pp.8-44
3. 1 2  南波（1979）p.694

## 關連項目
- 新撰朗詠集

## 外部連結
- 『和漢朗詠集』 - 国立国会図書館